# 霊谷寺

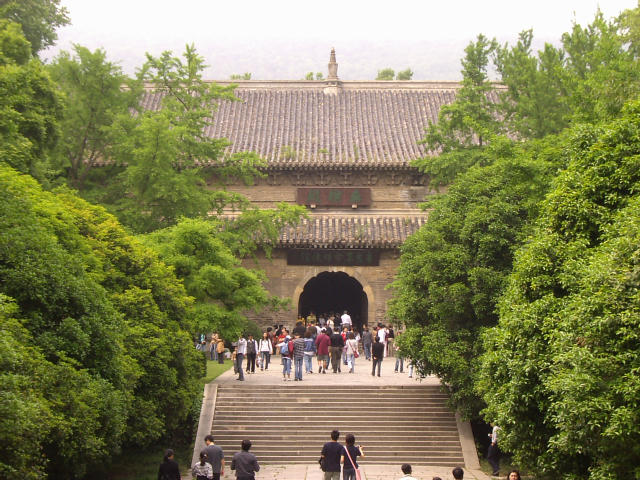
無梁殿

霊谷寺（れいこくじ）は、中華人民共和国江蘇省南京市玄武区紫金山の南麓に位置し、中山陵の東1.5kmの霊谷寺公園内にある寺である。または、大霊谷寺。

## 起源と歴史

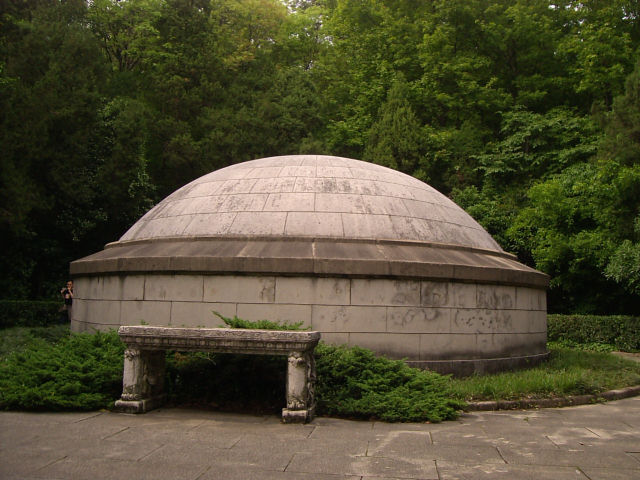
譚延闓墓

南朝梁の時代、武帝の天監13年（514年）に、独龍阜の玩珠峰の麓に創建された。これは、現在の明孝陵の位置に当たる。また、その造立の目的は、この寺に武帝が尊崇した宝誌和尚を葬るためであった。開創当初の寺名は、開善寺であった。唐の乾符年間（874年 - 879年）に寺名を宝公院と改め、北宋初の太平興国5年（980年）には太平興国寺と改められた。明代初期には蒋山寺と呼ばれていた。朱元璋が独龍阜を自らの陵墓の地に選び、よって当寺を現在地に移転し、霊谷禅寺の寺額を賜った。
清初には、兵火に遭って大打撃を受けたが、次第に復興を果たした。康熙帝や乾隆帝がしばしば行幸し、当寺に逗留した。しかし、咸豊年間（1851年 - 1860年）には、再び南京に拠った太平天国の兵火を浴び、乱の平定後には無量殿以外の伽藍は廃墟となってしまった。その後、曽国藩らの手によって次第に復興を果たし、明代の霊谷寺の威容を取り戻した。
中華民国時代の1928年には、民国政府によって国民革命軍陣亡将士公墓が建設された。1949年の中華人民共和国成立以後に霊谷寺公園に改められた。

## 境内

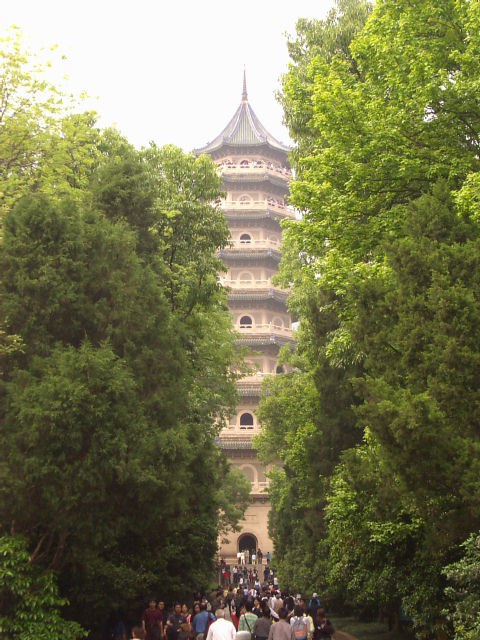
霊谷塔

霊谷塔、桂林石屋、松風閣、無梁殿などがあり、霊谷寺景区を形成している。無梁殿は国民革命軍陣亡将士公墓の祭堂でもあり、辛亥革命の資料館でもある。
寺内に玄奘三蔵の頂骨を安置していたことでも知られる。現在は、東院の観音殿を玄奘大法師堂と改称し、その遺骨を供養している。
無梁殿は、洪武14年（1381年）に創建された。本尊に無量寿仏を安置するため、無量殿とも称する。また、その建築に一本の梁や柱も使用していないため、無梁殿と呼ばれる。1933年に国民党により国民革命軍陣亡将士公墓の祭堂として改築され、四方の壁には110の石碑が埋め込まれており、国民革命軍の戦死者たちの名簿である国民革命軍陣亡将士名単が刻まれている。
1982年に無梁殿として江蘇省文物保護単位に指定され、2001年6月25日に国務院により国民革命軍陣亡将士公墓として全国重点文物保護単位に指定される。
霊谷寺景区の一角には国民政府主席、行政院長を務めた譚延闓の墓もある。こちらも、2001年6月25日に国務院により譚延闓墓として全国重点文物保護単位に指定される。

## 交通アクセス
南京駅近くのバス停「南京車站」で游3の公共汽車に乗車し終点の「霊谷寺公園」にて下車後、徒歩5分。「霊谷寺」から「中山陵」「明孝陵」へは観光ミニバスが運行している。

## ギャラリー

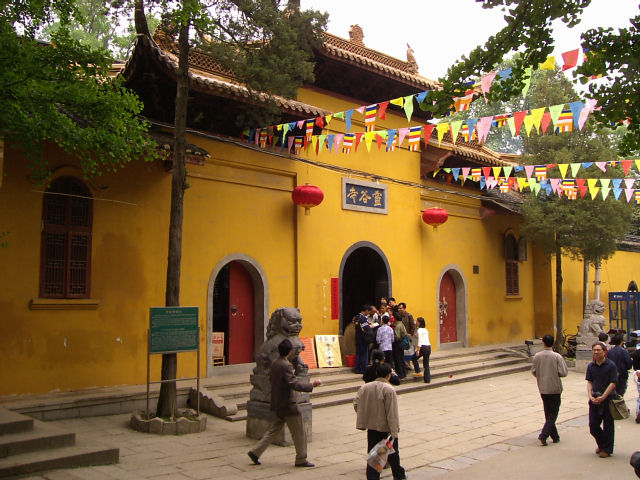
霊谷寺の門
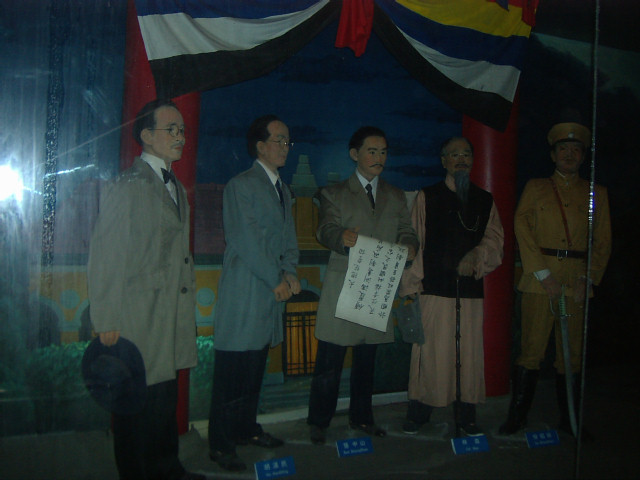
辛亥革命の資料館
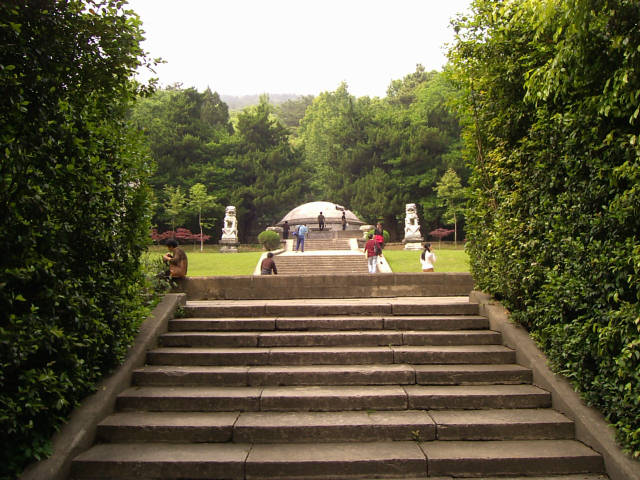
譚延闓墓